# Henri Gaebelé
Jean Henri Frédéric Gaebelé, né le 10 mars 1860 à Munster et mort le 27 octobre 1936 à Pondichéry, est un homme politique français de l'Inde française.

## Carrière
Succédant à Étienne Flandin, il est sénateur de l'Inde française de 1922 jusqu'à sa démission en 1924. Henri Gaebelé s'acclimate mal à Paris et envoie donc une lettre expliquant son choix démissionnaire le 25 décembre 1923 au président de la chambre, :

« Quarante années de séjour colonial avaient ébranlé sa santé au point qu'il n'avait pu supporter les brusques variations du climat parisien et qu'il avait dû passer toute l'année à Cannes. Ne pouvant remplir son mandat, il estimait de son devoir de s'en démettre. »

Il est alors remplacé par le député de l'Inde Paul Bluysen. Henri Gaebelé a également été maire de Pondichéry.

## Distinctions
Il était officier de la Légion d'honneur, grand officier du Nichan Iftikhar et commandeur de l'ordre du Nichan el Anouar.